# Philippus Rovenius
Philippus Rovenius, noto anche come Filips van Rouveen (Deventer, 1573 circa – Utrecht, 15 ottobre 1651), è stato un arcivescovo cattolico olandese.

## Biografia
Nato a Deventer, abbracciò lo stato ecclesiastico: fu decano di Oldenzaal e pro-vicario della diocesi di Deventer dal 1607.
Fu nominato vicario apostolico della Missione Olandese da papa Paolo V nel 1614 e nel 1620 fu elevato alla dignità di arcivescovo con il titolo di Filippi in partibus: fu consacrato a Vorsten, presso Bruxelles, dal nunzio apostolico nelle Fiandre, Lucio Sanseverino.
A causa della guerra tra i Paesi Bassi e la Spagna, il suo vicariato fu segnato dal riaccendersi delle persecuzioni contro i cattolici: nonostante il pericolo, dal 1628 l'arcivescovo percorse l'Olanda amministrando i sacramenti dell'ordine e della cresima.
Approvò l'Augustinus di Giansenio e fu a lungo in contrasto con i missionari appartenenti agli ordini religiosi attivi in Olanda, che ricusavano la giurisdizione del vicario apostolico in virtù dei privilegi papali loro concessi.
Visse nascosto dal 1630; nonostante una condanna alla confisca dei beni e all'esilio nel 1640, continuò a vivere clandestinamente a Utrecht, dove morì nel 1651.
Teorico delle missioni, lasciò il Tractatus de Missionibus ad propagandam fidem, et conversionem infidelium et hæreticorum instituendis, pubblicato a Roma nel 1624 e ripubblicato in Respublica christiana ad Anversa nel 1648.

## Genealogia episcopale
La genealogia episcopale è:
- Cardinale Juan Pardo de Tavera
- Cardinale Antoine Perrenot de Granvelle
- Cardinale Francisco Pacheco de Villena
- Papa Leone XI
- Cardinale Lucio Sanseverino
- Arcivescovo Philippus Rovenius